# South Tehidy
South Tehidy är en by i Cornwall distrikt i Cornwall grevskap i England. Byn är belägen 17,8 km 
från Truro. Orten har 1 10 invånare (2015).